# Các Khu bảo tồn và Vườn quốc gia: Kluane, Wrangell-St. Elias, Vịnh Glacier, Tatshenshini-Alsek
Các khu bảo tồn và Vườn quốc gia: Kluane, Wrangell-St. Elias, Vịnh Glacier, Tatshenshini-Alsek là một hệ thống các khu bảo tồn và vườn quốc gia nằm tại Canada và Hoa Kỳ, trên biên giới giữa Yukon, Alaska và British Columbia.
Các khu bảo tồn này là một loạt cảnh quan tuyệt đẹp giữa núi cao và sông băng chạy dài hai bên biên giới. Cảnh quan thiên nhiên hùng vĩ nơi đây là nơi cư trú của gấu xám Bắc Mỹ, tuần lộc và cừu Dall...
Kluane, Wrangell-St. Elias, Vịnh Glacier, Tatshenshini-Alsek là nơi có những con sông băng lớn và ngoạn mục nhất trên thế giới. Sự đa dạng sinh học của các khu bảo tồn thay đổi theo địa hình từ trong đất liền ra đến biển, kéo theo hệ động thực vật cũng thay đổi theo. Các vườn quốc gia và khu bảo tồn này cũng là ví dụ điển hình của cảnh quan thiên nhiên băng tuyết núi cao, của những con sông băng khổng lồ và hệ động thực vật đa dạng sinh học.
Các khu bảo tồn và vườn quốc gia là hệ thống của 4 vườn quốc gia, khu bảo tồn, công viên tỉnh: 
- Vườn quốc gia và khu bảo tồn Kluane
- Vườn quốc gia và khu bảo tồn Wrangell–St. Elias
- Vườn quốc gia và khu bảo tồn Vịnh Glacier
- Công viên tỉnh Tatshenshini-Alsek

được UNESCO công nhận là di sản thiên nhiên thế giới năm 1979 và mở rộng vào các năm 1992 và 1994 với tổng diện tích là hơn 32.000.000 mẫu Anh (130.000 km 2).

## Hình ảnh

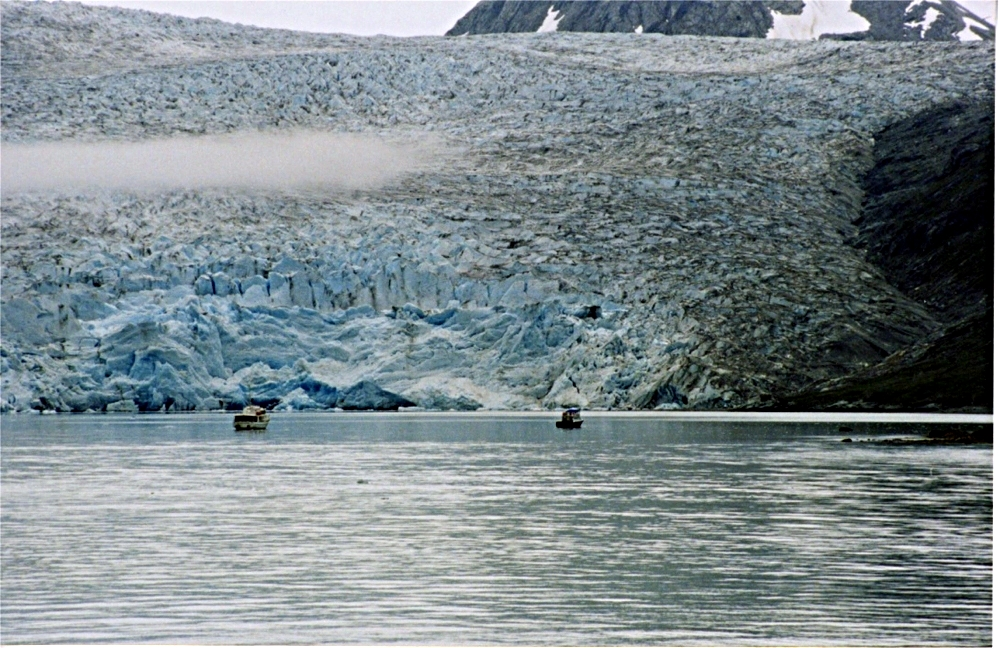
Sông băng ở vườn quốc gia và khu bảo tồn Vịnh Glacier
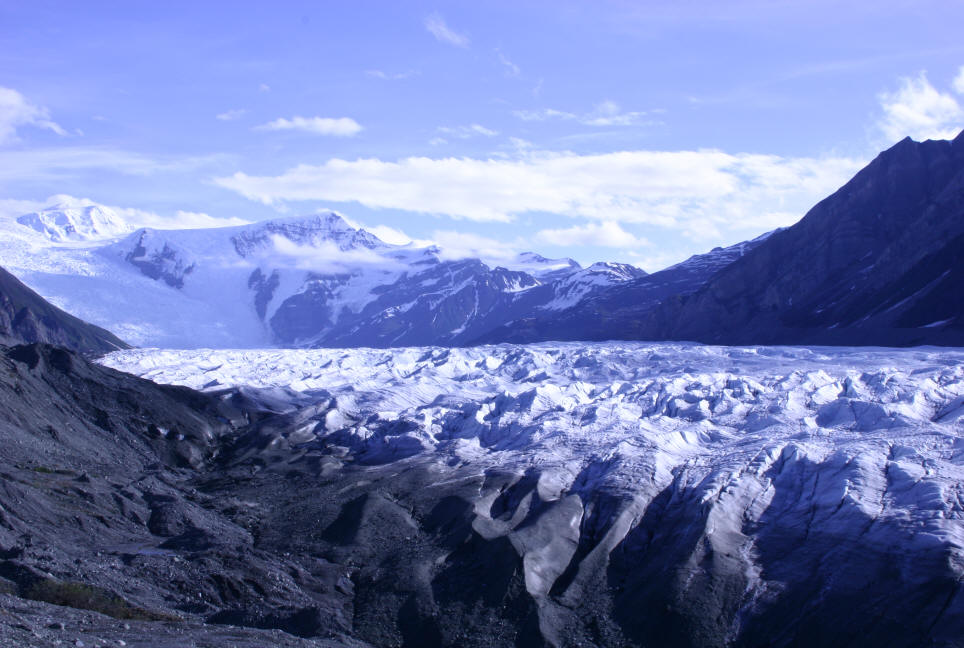
Vườn quốc gia Wrangell St. Elias
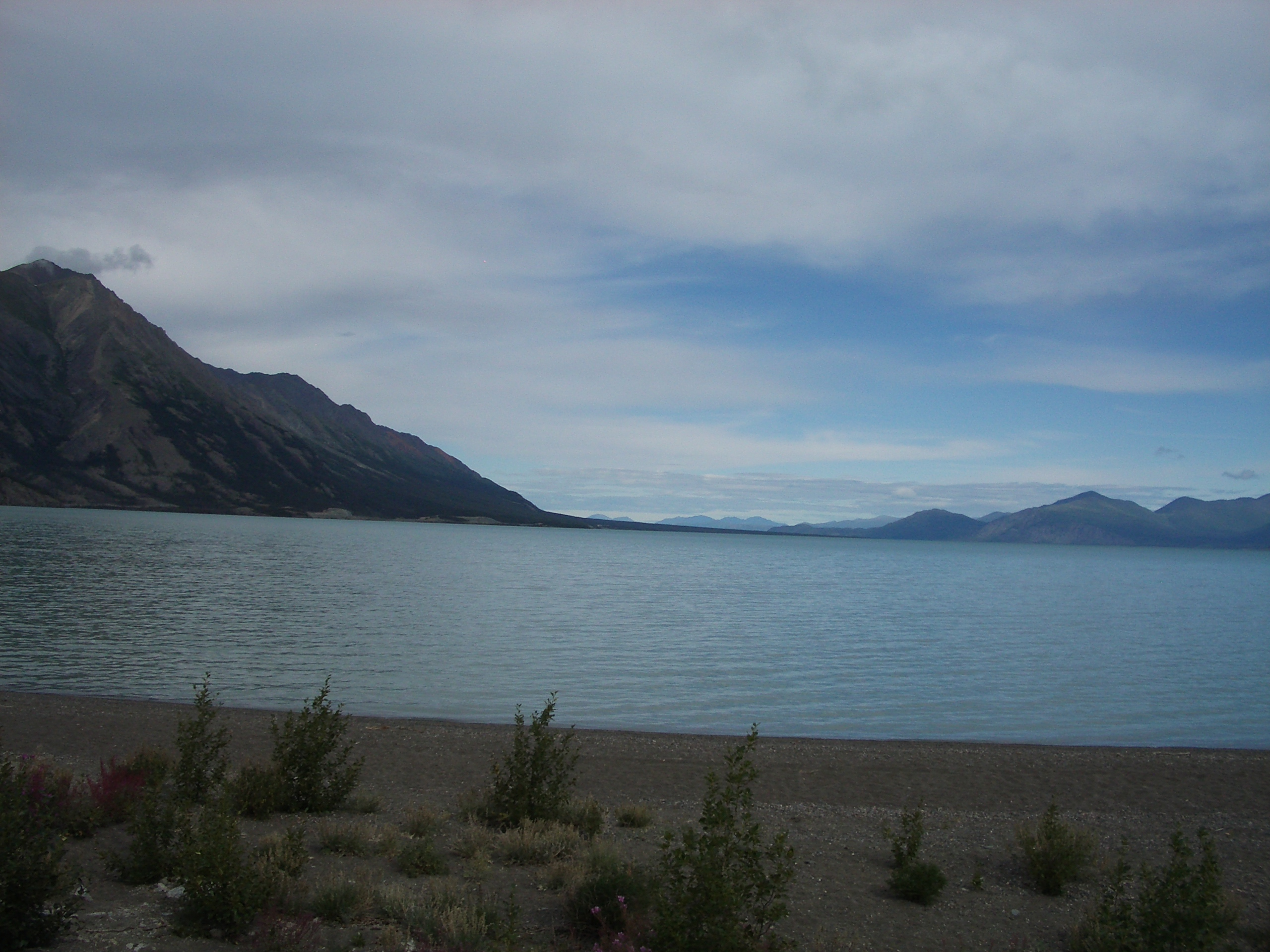
Hồ Kluane trong Vườn quốc gia và khu bảo tồn Kluane
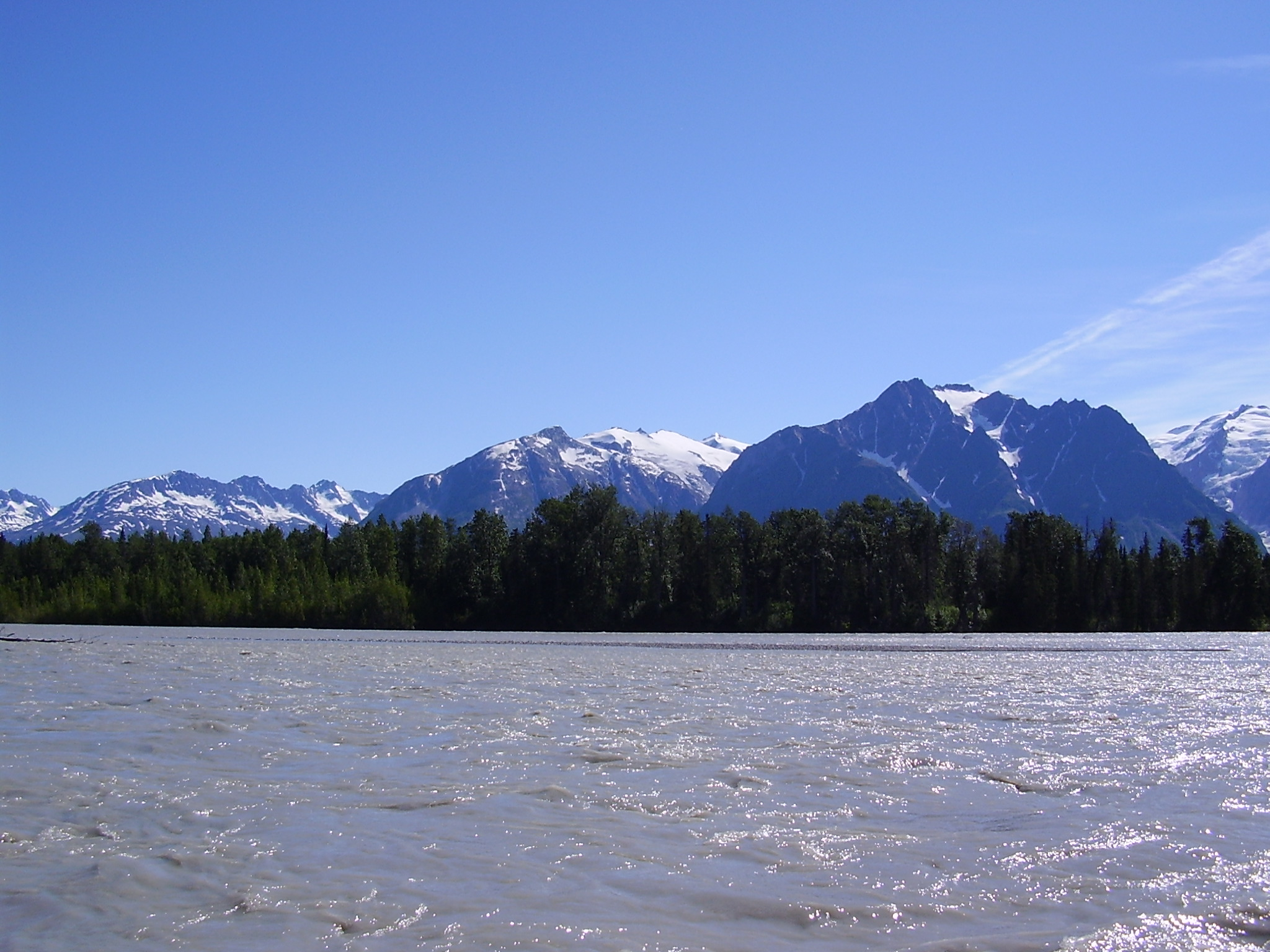
Khu bảo tồn sông Tatshenshini